# Rhipsalis ormindoi
Rhipsalis ormindoi ist eine Pflanzenart in der Gattung Rhipsalis aus der Familie der Kakteengewächse (Cactaceae). Das Artepitheton ormindoi ehrt den brasilianischen Pflanzenillustrator Paulo Ormindo.

## Beschreibung
Rhipsalis ormindoi wächst  epiphytisch mit hängenden oder überhängenden Trieben mit begrenztem Wachstum.  Die hellgrünen, zylindrischen Triebe sind schlank, drehrund und verzweigen sich gabelförmig. Die Haupttriebe sind verlängert, die keulenförmigen Seitentriebe sind meist zu dritt oder viert in Wirteln angeordnet. Sie sind 3 bis 5 Zentimeter lang und weisen einen Durchmesser von 1 bis 2 Millimeter auf. Die zusammengesetzten Areolen sind kahl.
Die magentafarbenen Blüten erscheinen an den Triebspitzen. Die kugelförmigen Früchte sind orange.

## Verbreitung, Systematik und Gefährdung
Rhipsalis ormindoi ist im brasilianischen Bundesstaat Rio de Janeiro in Höhenlagen von 1500 bis 1600 Metern verbreitet.
Die Erstbeschreibung erfolgte 1997 durch Nigel Paul Taylor und Daniela Cristina Zappi. Ein nomenklatorisches Synonym ist Erythrorhipsalis ormindoi (N.P.Taylor & Zappi) Doweld (2002).
In der Roten Liste gefährdeter Arten der IUCN wird die Art als „Near Threatened (NT)“, d. h. als gering gefährdet geführt.

## Nachweise